# Born Innocent
Born Innocent ist ein 1974 entstandenes US-amerikanisches Fernsehdrama, das am 10. September 1974 erstmals unter dem Dach des NBC World Premiere Movie gezeigt wurde. 1974 war Born Innocent der am höchsten bewertete Fernsehfilm der Vereinigten Staaten. Der Film beschäftigt sich mit dem körperlichen, psychologischen und sexuellen Missbrauch eines Mädchens im Teenageralter und beinhaltet grafische Inhalte, die noch nie zuvor im amerikanischen Fernsehen gezeigt wurden.

## Handlung
Christine „Chris“ Parker ist eine 14-jährige Ausreißerin, die, nachdem sie zu oft häufig aufgegriffen wurde, zu einem Gefängnisaufenthalt in einer Jugendhaftanstalt verurteilt wird, die gleichzeitig als Besserungsanstalt für die Mädchen dient. Es zeigt sich langsam, dass Christine Parker aus einem missbräuchlichen Zuhause kommt. Ihr Vater hatte sie regelmäßig geschlagen, was Chris dazu brachte, mehrmals wegzulaufen. Von ihrer Mutter erhielt Chris nie Unterstützung. Apathisch saß die Mutter immer nur in ihrem Liegestuhl, schaut den ganzen Tag fern, raucht Zigaretten und leugnete völlig, was ihr Mann tat. Nur Chris’ älterer Bruder Tom war sich des Missbrauchs bewusst, aber er fühlte sich machtlos, Chris zu helfen, da er seine eigene Familie hat, um die er sich kümmern muss.
Während der Film einen moralischen Unterton besitzt und auf die harten Bedingungen in Jugendstrafanstalten aufmerksam macht, macht er ebenso die Gesellschaft auch für Christines Untergang verantwortlich.
Während des gesamten Films erkennt Chris’ Sozialarbeiterin Emma Lasko nie, dass ihre dysfunktionalen Eltern sie dazu gebracht haben, wegzulaufen, und die Jugendgerichtsbarkeit konzentrierte all die Schuld und Strafe auf Christine für ihr schlechtes Verhalten. Mit Ausnahme einer engagierten Beraterin namens Barbara Clark war das Personal der Besserungsanstalt meist apathisch und ließ eine ungesunde, zerstörerische Kultur in der Schule schwelen. Trotz Barbaras Versuchen, Christine zu helfen, über ihre Probleme zu sprechen, ist sie machtlos, da Chris sich weigert, sich ihr oder jemand anderem über ihre Probleme zu Hause zu öffnen.
Nachdem Chris wegen eines Aufstands in der Besserungsanstalt untersucht wird, nachdem ein schwangerer Häftling aufgrund des Missbrauchs durch das Personal eine Fehlgeburt erlitten hat, behauptet sie ruhig, dass sie nichts mit den Ereignissen zu tun hatte. In der letzten Szene schaut Barbara hilflos zu, als sie Chris sieht, ein unschuldiges, intelligentes, anständiges Mädchen, das sich jetzt vollständig in eine gewalttätige, pathologische, manipulative, rachsüchtige und kalte Person verwandelt hat, die keine Schuld oder Reue mehr für ihre Handlungen hat, die höchstwahrscheinlich zu einem erwachsenen Kriminellen wird, wenn sie nach der Wende ins gesetzliche Alter entlassen wird.

## Kritiken
Die New York Times schrieb: „The acting ‘Is generally good, sometimes superb. Sounds—the harsh Clanking of cell’ doors, the muted shuffle of footsteps—are used well. And the photography, directed by David Walsh, is excellent.“ (Das Schauspiel ist im Allgemeinen gut, manchmal hervorragend. Geräusche – das harte Klappern der Zellentüren, das gedämpfte Mischen der Schritte – werden gut verwendet. Und die Fotografie von David Walsh ist exzellent.)
Ultimately, though, the film fails to achieve the im pact It so obviously seeks. The main reason for this is in, the script, written by Gerald DiPego and suggested” by a book of the same title.“(Letztendlich erreicht der Film jedoch nicht die Wirkung, die er so offensichtlich sucht. Der Hauptgrund dafür liegt in dem von Gerald DiPego geschriebenen Drehbuch.)

### Kontroversen über die Vergewaltigungsszene
Der ursprüngliche Schnitt von Born Innocent enthielt eine Szene, in der Blairs Figur in den Gemeinschaftsduschen von mehreren Mädchen unter der Leitung von Moco (Nora Heflin) und Denny (Janit Baldwin) mit einem Kolbengriff vergewaltigt wurde.

### Untauglichkeit für die jüngere Öffentlichkeit
Born Innocent wird zugeschrieben, dass dieser Film einer der Katalysatoren für die National Association of Broadcasters ist, die eine Familienbesichtigungspolitik schaffen, und die Pädagogin Elena Levine der University of Wisconsin-Milwaukee hat festgestellt, dass der Film ursprünglich in der New York Times neben der Fernsehsendung Born Free beworben wurde, von der sie dachte, dass sie die Zuschauer ermutigt haben könnte, zu glauben, dass der Film familienfreundlich sei.
Der Film wurde von der National Organization for Women, der New York Rape Coalition und zahlreichen Homosexuellen- und Lesbenrechtsorganisationen wegen seiner Darstellung von sexuellem Missbrauch von Frauen auf Frauen kritisiert; die Lesbian Feminist Liberation erklärte: „Männer vergewaltigen, Frauen nicht“, und betrachtete den Film als „Propaganda gegen Lesben“. Die Duschszene wurde schließlich aufgrund mehrerer Beschwerden aus dem Film genommen.

### Klage wegen Nachahmungskriminalität
Der Film wurde auch für die Vergewaltigung der neunjährigen Olivia Niemi verantwortlich gemacht, die am Baker’s Beach in San Francisco von einigen ihrer Altersgenossen mit einer Glas-Soda-Pop-Flasche begangen wurde, nachdem sie von der Band gefoltert und mit einer siebenjährigen Freundin gedemütigt wurde. Valeria Niemi, die Mutter des Opfers, stützte sich auf die Tatsache, dass der Initiator, der die Flasche hielt, und der wegen des Angriffs verurteilt worden war, den Film erwähnte, als er verhaftet wurde, und dass der Junge, der die Flasche zur Verfügung stellte, fragte, ob es „wie auf dem Bild“ sein würde. Sie verklagte NBC  und  verlangte Schadenersatz bis zu 11 Millionen Dollar. Gegen zwei weitere Mädchen, 10 und 15, und den Jungen, der als Ausguck diente, wurde die Anklage fallen gelassen.
1981 erklärte der California Supreme Court den Film für nicht obszön und dass das ABC-Netzwerk nicht für die Handlungen der Personen verantwortlich war, die das Verbrechen begangen haben.
Blair erklärte, dass sie das Gefühl habe, dass der Film es den Überlebenden von Vergewaltigungen erleichtere, sich zu melden.